# Economie de tranziție
Economia de tranziție, numită și economie tranzițională, este o economie care trece printr-un proces de schimbare de la o economie planificată la o economie de piață. Economiile de tranziție trec printr-un set de transformări structurale care au ca scop dezvoltarea unor instituții bazate pe economia de piață. Acestea includ liberalizarea economică, în cadrul căreia prețurile sunt stabilite de forțele pieței și nu de o organizație care propune planuri centralizate. De asemenea, barierele comerciale sunt eliminate. Există un impuls pentru privatizarea întreprinderilor deținute de stat și a resurselor, întreprinderile de stat și cele colective sunt restructurate drept corporații și este creat un nou sector financiar pentru a facilita stabilizarea macroeconomică și circulația capitalului privat. Procedura a fost aplicată în China, în fosta Uniune Sovietică, în țările din Blocul răsăritean din Europa, dar și în unele țări din lumea a treia. De-a lungul timpului, economiștii au scris lucrări detaliate privind efectele economice și sociale ale tranziției în economie. 
De obicei, procesul de tranziție este caracterizat prin schimbare, prin înființarea unor instituții, în special a unor întreprinderi private. Astfel, rolul statului se schimbă, se înființează instituții guvernamentale fundamental diferite și se promovează companiile private, piețele și instituțiile financiare independente. În principiu, tranziția presupune restructurarea funcțională a instituțiilor statului, acesta transformându-se dintr-un furnizor de creștere economică într-un element facilitator, sectorul privat devenind principalul său motor de creștere. Tranziția economică presupune, de asemenea, schimbarea modului în care economia se dezvoltă și este practicată. Aceste două procese ale traziției implică atât micro-, cât și macroeconomia, și pot fi parțiale sau complete. O economie aflată într-o tranziție reală ar trebui să includă atât procese microeconomice, cât și macroeconomice. Fiecare țară poate utiliza un model de tranziție diferit, ca urmare a diferitelor condiții inițiale din timpul procesului de tranziție de la economia planificată la economia de piață. Unele țări, precum Republica Populară Chineză sau Vietnamul, au adoptat un mod de tranziție gradual, însă Rusia sau alte țări est-europene, precum fosta Republică Socialistă Iugoslavia, au folosit un model de tranziție mai agresiv și mai rapid.
Termenul „perioadă de tranziție” este adesea folosit pentru a descrie procesul de tranziție de la capitalism la socialism care precedă implementarea socialismului complet dezvoltat.

## Indicatori de tranziție
Existența drepturilor de proprietate privată poate fi elementul fundamental al unei economii de piață și, prin urmare, implementarea acestor drepturi este un indicator cheie al procesului de tranziție. 
Principalele componente ale procesului de tranziție sunt:
- Liberalizarea   - procesul prin care majoritatea prețurilor sunt stabilite pe piața liberă, iar barierele comerciale care au blocat anterior contactul cu structurile de preț din alte economii de piață sunt ridicate.
- Stabilizarea macroeconomică - aducerea inflației sub control și scăderea acesteia în timp, ca urmare a exploziei inițiale a ratei inflației rezultate în urma liberalizării și a creșterii exponențiale a cererii (reprimată anterior). Acest proces presupune controlul bugetului de stat, creșterea rezervei monetare și a creditării (adică măsuri de control în domeniul fiscal și monetar) și progresul spre un echilibru durabil al plăților[4].
- Restructurarea și privatizarea - crearea unui sector financiar viabil și reformarea întreprinderilor din aceste economii pentru a le face capabile să producă bunuri care ar putea fi vândute pe piețele libere; transferul proprietății acestor companii de la stat la privat.
- Reforme juridice și instituționale - redefinirea rolului statului în aceste economii, stabilirea statului de drept și introducerea unor politici adecvate în domeniul concurenței[5].

Potrivit lui Oleh Havrylyshyn și Thomas Wolf, care fac parte din Fondul Monetar Internațional, tranziția, în sens larg, presupune: 
- liberalizarea activității economice, a prețurilor și a operațiunilor de piață, precum și realocarea resurselor pentru utilizarea lor cea mai eficientă;
- dezvoltarea într-un mod indirect a instrumentelor orientate către economia de piață pentru stabilizarea macroeconomică;
- realizarea unui management eficient al întreprinderii și eficiența economică, de obicei prin intermediul privatizării;
- impunerea unor constrângeri de reducere a bugetului, care oferă facilități sporirii eficienței;
- stabilirea unui cadru instituțional juridic pentru asigurarea drepturilor la proprietate, a statului de drept și a reglementărilor transparente privind intrarea pe piață[6].

Edgar Feige, conștient de compromisul dintre eficiență și capitaluri proprii, sugerează reducerea costurile sociale și politice ale ajustărilor de tranziție prin adoptarea unor metode de privatizare egalitare, oferind astfel o siguranță socială pentru a atenua perturbarea efectelor procesului de tranziție.   
Banca Europeană pentru Reconstrucție și Dezvoltare (BERD) a elaborat un set de indicatori pentru măsurarea progresului în economia de tranziție. Sistemul de clasificare a fost inițial creat în Raportul de tranziție al BERD din 1994, dar a fost îmbunătățit și modificat în rapoarte ulterioare. Indicatorii globali de tranziție ai BERD sunt:
- Privatizarea pe scară largă
- Privatizarea la scară mică
- Conducerea și restructurarea întreprinderilor
- Liberalizarea prețurilor
- Comerț și sistemul de schimb valutar
- Politica de concurență
- Reforma bancară și liberalizarea ratei dobânzii
- Piețele de valori mobiliare și instituțiile financiare nebancare
- Reforma în infrastructură[8]

## Context
Problemele economice care afectează țările ce fac parte din Organizația Economică: Consiliul pentru Asistență Economică Reciprocă (CAER) - rate scăzute de creștere și rentabilitate redusă a investițiilor - au determinat mulți economiști naționali și occidentali să susțină soluțiile bazate pe piața financiară și un program ulterior de reformă economică. A fost recunoscut faptul că reforma microeconomică și stabilizarea macroeconomică trebuie să fie combinate cu atenție. Liberalizarea prețurilor fără măsuri de remediere anterioare pentru a elimina dezechilibrele macroeconomice, inclusiv un deficit bugetar în creștere, o creștere a ofertei de bani din cauza unui nivel ridicat de împrumut de către întreprinderile de stat și a economiilor acumulate ale consumatorilor casnici ("exces monetar") ar putea avea drept rezultat o destabilizare macroeconomică de eficiență microeconomică. Cu excepția cazului în care antreprenorii se bucurau de drepturi de proprietate sigure și agricultorii dețineau ferme, procesul de "distrugere creativă" a lui Schumpeterian ar limita realocarea resurselor și ar împiedica extinderea întreprinderilor profitabile pentru a absorbi muncitorii înlocuiți din lichidarea întreprinderilor neviabile. O înăsprire a constrângerilor bugetare asupra întreprinderilor deținute de stat ar stopa pierderea privind situația de subvenționare a bugetului de stat, dar ar necesita cheltuieli suplimentare pentru a contracara șomajul rezultat și scăderea cheltuielilor agregate ale gospodăriilor. Prăbușirea monetară a determinat ca liberalizarea prețurilor putea să transforme “inflația reprimată” într-o inflație deschisă, să crească și mai mult nivelul prețurilor și să genereze o spirală a prețurilor. Tranziția către o economie de piață ar necesita intervenția statului, alături de liberalizarea pieței, privatizarea și dereglementarea. Poate fi necesară raționalizarea bunurilor de consum indispensabile, a cotelor comerciale, a tarifelor și o politică monetară activă pentru a asigura existența unei lichidități suficiente pentru menținerea comerțului.  În plus față de protecția tarifară, în anumite cazuri s-au considerat necesare măsuri de control ale scurgerilor de capital. 

## Tranziția în practică
Cea mai de succes strategie folosită pentru tranziția la economia de piață a fost cea adoptată de Polonia în ianuarie 1990. Aceasta a fost puternic influențată de analiza realizată de FMI și Banca Mondială privind programele de stabilizare ce au avut sau nu succes, adoptate în America Latină în anii `80. Strategia a cuprins o serie de măsuri interdependente, inclusiv stabilizarea macroeconomică, liberalizarea prețurilor de vânzare en-gros și en-detail, eliminarea constrângerilor în dezvoltarea întreprinderilor private și privatizarea întreprinderilor de stat, eliminarea subvențiilor și impunerea unor constrângeri bugetare dure, precum și crearea unei economii orientate spre export care să fie deschisă comerțului extern și investițiilor. Crearea unei rețele de protecție socială orientată spre individ pentru a compensa nesiguranța locului de muncă și eliminarea controlui asupra prețurilor produselor de bază au fost, de asemenea, parte a strategiei. 
Alegerea strategiei de tranziție a fost influențată de starea critică a majorității țărilor foste socialiste. Decidenții politici erau convinși de faptul că credibilitatea politică avea prioritate în fața unui plan de reformă secvențial și că introducerea unor măsuri de stabilizare macroeconomică trebuia realizată înaintea celor structurale, a căror implementare, prin natura lor, ar dura mai mult. "Credibilitatea" procesului de tranziție a fost sporită de adoptarea Consensului de la Washington agreat de FMI și Banca Mondială. Stabilizarea a fost considerată o necesitate în Ungaria și Polonia, unde deficitul bugetului de stat a crescut, iar datoriile externe au devenit mai mari decât capacitatea de plată a țării. Consilierii occidentali și experții autohtoni care lucrează cu guvernele naționale și FMI au introdus programe de stabilizare care vizează obținerea unui echilibru extern și intern, care au devenit cunoscute sub numele de „terapie de șoc”. S-a argumentat că „nu poți sări peste o prăpastie din două salturi". 
Numeroși consilieri străini, în principal din Statele Unite, Regatul Unit și Suedia, lucrau adesea cu instituțiile financiare internaționale și cu programe de asistență tehnică bilaterale sau multilaterale. Aceștia au favorizat mai degrabă comerțul liber și convertibilitatea cursului de schimb decât protecția comerțului și controlul capitalurilor, care ar fi putut opri ieșirile de capital. Ei au avut tendința de a sprijini privatizarea fără o restructurare industrială anterioară; o excepție a fost în Germania de Est unde Treuhand (Agenția de Încredere) a pregătit întreprinderile de stat pentru piață, cu un cost considerabil pentru guvern.   Programele de asistență tehnică occidentală au fost înființate de Uniunea Europeană - prin intermediu programele Phare și TACIS - și de alți finanțatori (inclusiv Agenția Statelor Unite pentru Dezvoltare Internațională (US AID), Fondul britanic Know-How și PNUD) și de FMI, Banca Mondială, BERD și KfW., care, de asemenea, au acordat împrumuturi pentru stabilizarea economiei, ajustări structurale, restructurare industrială și protecție socială. Asistența tehnică a fost realizată prin schimbul de funcționari publici și prin consultanți manageriali,ce proveneau de la firme de consultanță precum Agriconsulting, Atos, COWI, Ernst & Young, GOPA, GTZ, Human Dynamics, Idom, IMC Consulting, Louis Berger, NIRAS, PA Consulting Consultanță, PwC și SOFRECO.
Se aștepta ca introducerea convertibilității contului curent și a liberalizării comerțului extern să forțeze o devalorizare a monedei care ar sprijini creșterea bazată pe export. Cu toate acestea, atunci când prețurile au fost liberalizate, întreprinderile și comercianții cu amănuntul și-au majorat prețurile astfel încât să se potrivească cu cele de pe piața neagră sau cu nivelurile mondiale ale prețurilor, înregistrând în primă fază profituri neașteptate. Consumatorii au răspuns la acest fenomen prin diminuarea achizițiilor și prin substituirea produselor de pe piața internă cu bunuri importate de calitate superioară. Scăderea vânzărilor a dus la prăbușirea multor întreprinderi autohtone, la disponibilizări de personal sau la reducerea orelor de muncă și a salariilor. Drept consecință, cererea efectivă a scăzut și mai mult. Pe măsură ce importurile au crescut, iar exportatorii nu au reușit să răspundă ofertelor de pe piețele mondiale din cauza calității slabe a produselor lor și a lipsei de resurse pentru investiții, deficitul comercial s-a mărit, exercitând presiuni asupra cursului de schimb, ducând la scăderea acestuia. Mulți vânzători en-gros și cu amănuntul au stabilit prețurile în funcție de valorile produselor în dolari, iar rata de schimb valuntar aflată în scădere a accentuat inflația. Băncile centrale din mai multe țări au majorat dobânzile și au înăsprit condițiile de creditare, privând agențiile de stat și întreprinderile de capital de lucru. La rândul lor, acestea din urmă nu au mai putut să plătească salariile la timp, accentuând scăderea cererii efective în continuare.
Pe termen scurt, strategiile convenționale de tranziție s-au dovedit a avea un impact destabilizator, iar pe termen lung au lăsat populația sărăcită. Producția economică a scăzut mult mai mult decât s-a așteptat. Declinul producției a durat până în anii 1992-1996 pentru toate economiile de tranziție. Până în 1994, producția economică a scăzut în toate economiile de tranziție cu 41% față de nivelul din 1989. Economiile din Europa Centrală și de Est au început să crească din nou în jurul anului 1993, Polonia începându-și programul de tranziție mai devreme, ca urmare a ieșirii din recesiune în 1992. Statele baltice au ieșit din recesiune în 1994, iar restul fostelor țări sovietice în jurul anului 1996. Inflația a fost de peste 20% pe an (cu excepția Republicii Cehe și Ungariei) până la mijlocul anilor 90. În toate economiile de tranziție rata anuală a inflației a fost de 2632% (4645% în CSI – Comunitatea Statelor Independente). Șomajul a crescut și salariile au scăzut în termeni reali, deși în Rusia și în alte țări din CSI rata șomajului înregistrată la Oficiile forțelor de muncă a rămas scăzută. Statisticile privind forța de muncă efectuate de Organizația Internațională a Muncii au arătat rate de șomaj mult mai ridicate și o migrație internă considerabilă. Ratele ridicate ale dobânzilor au provocat o „criză a creditării” și au alimentat îndatorarea între întreprinderi, îngreunând astfel extinderea întreprinderilor mici și mijlocii, care de multe ori nu reușeau să obțină finanțare în mod legitim.
De-a lungul timpului, producătorii autohtoni au fost capabili să-și îmbunătățească capacitatea de producție, prin urmare investițiile externe directe au fost atrase de economia în tranziție. Au devenit disponibile bunurile de consum fabricate local și de o calitate înaltă, recâștigându-se, astfel, cota de piață din importuri. Stabilizarea cursului valutar a devenit mult mai dificilă din cauza exodului capitalului de mare anvergură, astfel producătorii interni trimițând o parte din câștigul lor în străinătate către destinații unde au crezut că acesta este mult mai în siguranță. În cea mai mare parte a Europei Centrale și de Est, promisiunea aderării la Uniunea Europeană, adoptarea legislației, cât și a regularizării Uniunii Europene (acquis-ul comunitar sau acquis communautaire) au ajutat la asigurarea încrederii în drepturile de proprietate, economice și în instituțiile guvernamentale.
Unii economiști au susținut faptul că performanța crescută a economiei de tranziție a provenit din nivelul redus de dezvoltare, decenii de izolare comercială și distorsiuni în economiile socialiste planificate. De asemenea, aceștia au accentuat faptul că strategiile de tranziție adoptate reflectau nevoia de a soluționa crizele economice ce asaltau economiile socialiste planificate, iar tranziția reprezenta obiectivul prioritar către economii cu piață capitalistă mai degrabă decât favorizarea unei creșteri și prosperități economice. 
Însă, prin 2000, BERD a comunicat faptul că s-au atenuat efectele inițiale în procesul de reformă a fiecărei economii în tranziție. Deși bazele au fost puse pentru o economie de piață funcțională prin liberalizare de durată, privatizare la scară largă, deschidere către comerț și investiții internaționale, precum și stabilirea sistemelor politice democratice, au mai rămas provocările instituționale. Piețele libere nu erau în mod necesar competitive, iar libertatea politică nu a împiedicat interesele puternice din mediul privat de a-și exercita influența nejustificată. 
După 10 ani, în “Raportul de tranziție” (Transition Report), care a apărut în 2010, BERD, totuși, constata că instituțiile responsabile pentru liberalizarea pieței nu și-au atins scopul în buna funcționare a economiei de piață. Dezvoltarea economiei de tranziție a fost determinată de integrarea comercială in economia mondială cu o performanță „impunătoare” în export, dar și prin „influxul capital rapid și o explozie a creditului.” Însă asemenea creștere s-a dovedit a fi volatilă, iar BERD-ul a considerat că statele cu o economie în tranziție ar trebui să încurajeze dezvoltarea piețelor de capital intern și îmbunătățirea mediului de afaceri, ce includ instituțiile financiare, piața imobiliară, cât și domeniul energetic, transportul și infrastructura. BERD-ul și-a exprimat preocupările despre independența normativă și respectarea acesteia, stabilirea prețurilor, dar și puterii de piață a comercianților existenți din infrastructură. 
Între anii 1987 și 1988, dar și pe la mijlocul anilor 1990, așa cum indică coeficientul Gini, inegalitatea veniturilor a crescut semnificativ în economiile cu tranziție.  Sărăcia a reapărut între 20-50%  în categoria oamenilor care trăiesc sub pragul de sărăcie națională. Programul de dezvoltare a Națiunilor Unite a anticipat că sărăcia de pretutindeni din Europa de Est și din Comunitatea Statelor Independente a crescut de la 4% din populație în 1988 la 32% până în 1994, sau de la 14 milioane de oameni la 119 milioane.  În conformitate cu datele studiului, au rămas neschimbate ratele șomajului și valorile inactivității economice la sfârșitul anilor 90. 
Prin 2007, anul precedent crizelor financiare globale, indicele pentru produsul intern brut a atins 112, în comparație cu 100 din 1989 pentru țările cu o economie în tranziție. Cu alte cuvinte, au trebuit aproape 20 de ani pentru a reface nivelul de producție care a existat înainte de tranziția economică. Indicele de producție economic (PIB) din țările Europei Centrale și de Est a fost 151 în 2007, pentru Peninsula Balcanică din Europa de Sud-Est indicele arăta 111, iar pentru Comunitatea Statelor Independente și Mongolia a arătat 102. Câteva state din Comunitatea Statelor Independente din Caucaz și Asia Centrală, precum și Moldova și Ucraina au avut economii care erau considerabil mai mici decât în 1989. 
Criza mondială din 2008-2009 și cea din zona euro dintre anii 2011-2013 a destabilizat economiile în tranziție, a redus ratele dezvoltării și a ridicat rata șomajului. Această încetinire a lovit încasările guvernamentale și a mărit deficitele fiscale, cu toate acestea, aproape toate economiile în tranziție au experimentat o recuperare parțială și și-au menținut o inflație scăzută și continuă din 2012. 

## Procesul
În practică, traiectoriile de tranziție au variat considerabil. Unele țări au experimentat reforma pieței acum câteva decenii, în timp ce altele au adoptat-o relativ recent (Macedonia, Serbia și Muntenegru). În unele cazuri, reformele au fost însoțite de o revoluție politică, cum ar fi înlăturarea unui dictator (România), prăbușirea unui guvern (Uniunea Sovietică), declararea independenței (Croația) sau unificarea cu o altă țară (Germania de Est). În alte cazuri, guvernele actuale au adoptat reforme economice cu un interes redus în schimbarea politică (China, Laos, Vietnam). De asemenea, traiectoriile de tranziție diferă și în ceea ce privește amploarea planificării centrale, aceasta fiind abondonată (de exemplu, o coordonare puternică centralizată între statele CSI), precum și în domeniul de aplicare a eforturilor de liberalizare  România ). Unele state, precum Vietnamul, au cunoscut schimbări macroeconomice în diferite perioade de tranziție și chiar situații de criză.  
Conform raportului de 10 ani de tranziție al Băncii Mondiale "... dispersia productivității forței de muncă și a capitalului între diferitele tipuri de întreprinderi la începutul tranziției și erodarea acelor diferențe dintre sectoarele vechi și noi din timpul reformei definesc sfârșitul tranziției." Vito Tanzi, directorul Departamentului Fiscal al FMI, a afirmat că transformarea într-o economie de piață nu este completă până când instituțiile fiscale funcționale și programele de cheltuieli rezonabile și accesibile, incluzând plasele de bază sociale pentru șomeri, bolnavi și vârstnici, nu sunt implementate. Tanzi a susținut că aceste programe de cheltuieli trebuie să fie finanțate din veniturile publice generate - prin impozitare - fără a impune sarcini excesive asupra sectorului privat.
Potrivit BERD, o economie de piață funcțională ar trebui să beneficieze de o gamă diversă de activități economice, de egalitate de șanse și de convergență a veniturilor. Aceste rezultate nu s-au realizat până în anul 2013, iar progresele înregistrate în stabilirea unor economii de piață funcționale au stagnat încă din anii 1990. În ceea ce privește indicatorii de tranziție ai BERD, economiile în tranziție au devenit "blocate". Până la sfârșitul anilor ’90, liberalizarea prețurilor, privatizarea la scară mică și deschiderea piețelor comerciale și valutare au fost în mare parte finalizate. Cu toate acestea, reforma economică a încetinit în domenii precum guvernarea, restructurarea întreprinderilor și politica de concurență, care au rămas substanțial sub nivelul altor economii dezvoltate de piață. 
Inegalitatea de șanse a fost mai mare în economiile de tranziție din Europa Centrală și de Est și Asia Centrală față de alte economii dezvoltate din Europa de Vest (cu excepția Franței, unde inegalitatea de șanse a fost relativ mare). Disproporția cea mai însemnată la nivelul oportunităților a fost identificată în Balcani și Asia Centrală. În ceea ce privește reglementările legale și accesul la educație și sănătate, inegalitatea șanselor legate de sex a fost scăzută în Europa și Asia Centrală, însă a fost ridicată în practicile de muncă, ocuparea forței de muncă, spiritul antreprenorial și accesul la finanțare. Totodată, femeile din Asia Centrală, precum și cele din țările arabe, nu au avut acces la serviciile de sănătate. În timp ce multe economii de tranziție au avut rezultate bune cu privire la învățământul primar și secundar, intrând în ritm cu cele din multe alte economii dezvoltate, acestea au fost mai slabe atunci când a venit vorba de practică și învățământul terțiar.
De-a lungul deceniului 1994-2004, economiile în tranziție au închis o parte din diferența de venit pe persoană cu media pentru Uniunea Europeană în termeni de paritate a puterii de cumpărare. Aceste câștiguri au fost determinate de o creștere susținută a productivității, deoarece stocul de capital învechit a fost anulat și producția s-a mutat pentru a profita de deschiderea comerțului exterior, liberalizarea prețurilor și investițiile străine directe. Cu toate acestea, pe la sfârșitul anilor 2000 ritmurile rapide de creștere ale perioadei de recuperare au încetat, iar perspectivele de convergență a veniturilor s-au diminuat, așa cum a prezis BERD, cu excepția unor reforme structurale suplimentare care sporesc productivitatea.
Recenta istorie a tranziției a sugerat că instituțiile politice slabe și grupurile de interese împovărate au împiedicat reforma economică. Raportul de tranziție al BERD din 2013 viza relația dintre tranziție și democratizare. Raportul a evidențiat că literatura academică a fost împărțită în legătură cu faptul că dezvoltarea economică a favorizat democrația, dar a susținut că există totuși un sprijin empiric puternic pentru ipoteză. Acesta a sugerat că țările cu înaltă inegalitate au fost mai puțin incluse în susținerea unui stat limitat și responsabil. În general, proporția populației cu un venit între 10-50 USD pe zi (așa-numita "clasă de mijloc") corelează cu nivelul democrației; cu toate acestea, această corelație a dispărut în țările în tranziție cu inegalități înalte de venituri. Acele țări cu mari resurse naturale, cum ar fi petrolul și gazul în Rusia și Kazahstan, au avut guverne mai puțin responsabile și s-au confruntat cu o presiune electorală mai mică pentru a aborda interese puternice, deoarece guvernul s-a putut baza pe chiriile resurselor și nu a trebuit să impoziteze populația. Țările care au un mediu instituțional puternic - adică statul de drept eficace, drepturile de proprietate garantate și administrația publică neîncorporată și guvernarea corporativă - au fost mai bine plasate pentru a atrage investiții și pentru a întreprinde restructurări și schimbări de reglementare.
Pentru a stimula reforma economică și a ieși dintr-un cerc vicios, Raportul de tranziție al BERD din 2013 a propus ca economiile în tranziție să efectueze următoarele acțiuni:
- Comerțul și finanțele deschise, care au făcut reforma mai rezistentă presiunii populare ("aversiunea pieței") și au însemnat că țările ar putea accesa piața unică a UE fie ca state membre, fie prin acorduri de asociere (cum ar fi cele negociate cu Ucraina, Moldova și Georgia);
- Încurajarea unui guvern transparent și responsabil, cu controlul presei și a societății civile și a concurenței politice la alegeri;
- Investiții în capitalul uman, în special prin îmbunătățirea calității învățământului terțiar. [33]

## Țările aflate în tranziție
Deși termenul "economii în tranziție" acoperă de obicei țările din Europa Centrală și de Est și fosta Uniune Sovietică , acest termen poate avea un context mai larg. Există țări din afara Europei, care au ieșit dintr-o economie de comandă de tip socialist și au implementat o economie bazată pe piață (de exemplu, China). Mai mult decât atât, într-un sens mai larg, definiția economiei de tranziție se referă la toate țările care încearcă să-și schimbe elementele constituționale de bază cu fundamentele stilului de piață. Originea lor ar putea fi și într-o situație post-colonială, într-o economie puternic reglementată în stil asiatic, într-o post-dictatură din America Latină sau chiar într-o țară subdezvoltată din punct de vedere economic din Africa .  
În anul 2000, Fondul Monetar Internațional a declarat că următoarele țări au o economie în tranziție:
| - Albania - Armenia - Azerbaijan - Belarus - Botswana - Bulgaria | - Cambodgia - China - Croația - Cehia - Estonia - Georgia | - Ungaria - Letonia - Lituania - Kazakhstan - Republica Kirghiză - Laos | - Macedonia - Moldova - Polonia - România - Rusia - Slovacia | - Slovenia - Tadjikistan - Turkmenistan - Ucraina - Uzbekistan - Vietnam |

De asemenea, în 2002, Banca Mondială a precizat că  Bosnia și Herțegovina , alături de Republica Federală Iugoslavia (mai târziu devenind  Serbia și Muntenegru ) sunt țări cu economie în tranziție.   În 2009, Banca Mondială a inclus Kosovo  și Mongolia  pe aceeași listă. Conform Fondului Monetar Internațional, Iranul este într-un stadiu de tranziție către o economie de piață, prezentând stagii timpurii de tranziție economică. 
Cele opt țări în curs de aderare din prima etapă, care au intrat în Uniunea Europeană la 1 mai 2004 ( Republica Cehă , Estonia , Ungaria , Letonia , Lituania , Polonia , Slovacia , Slovenia ), cât și țările candidate la aderare în cea de-a doua etapă, acceptate la 1 ianuarie 2007 ( România și Bulgaria ), și-au încheiat procesul de tranziție.   Conform Băncii Mondiale , „tranziția a luat sfârșit” pentru cele 10 țări care au intrat în UE în anii 2004, respectiv 2007.   Este de la sine înțeles că acestea au făcut parte din blocul comunist.  

## Ramura economiei
Economia de tranziție este o ramură specială a economiei care se ocupă de transformarea unei economii planificate într-o economie de piață.  A devenit deosebit de important după prăbușirea comunismului în Europa Centrală și de Est .  Economia tranziției investighează modul în care o economie ar trebui să se reformeze pentru a susține capitalismul și democrația.  Există, de obicei, două părți: una care susține o transformare rapidă și una care susține o abordare treptată.  Cartea lui Gérard Roland " Tranziția și economia". Politica, piețele și firmele (MIT Press 2000) oferă o imagine de ansamblu asupra domeniului.  O privire mai recentă este prezentată în economiile de tranziție: economia politică în Rusia, Europa de Est și Asia Centrală, de Martin Myant și Jan Drahokoupil.